# Karl-Heinz Rummenigge
Karl-Heinz »Kalle« Rummenigge, nemški nogometaš, * 25. september 1955, Lippstadt, Zahodna Nemčija.
Rummenigge je večji del svoje kariere igral v nemški ligi za Bayern München, za katerega je med letoma 1974 in 1984 odigral 310 prvenstvenih tekem in dosegel 162 golov. S klubom je osvojil naslov nemškega državnega prvaka v letih 1980 in 1981, nemškega pokalnega zmagovalca v letih 1982 in 1984 ter Pokal državnih prvakov v letih 1975 in 1976. V sezonah 1980, 1981 in 1984 je bil najboljši strelec nemške lige. Za tem je tri sezone odigral za klub Internazionale v Serie A, ob koncu kariere pa še za Servette FC v švicarski ligi.
Za zahodnonemško reprezentanco je nastopil na svetovnih prvenstvih v letih 1978, 1982 in 1986, ter evropskih prvenstvih v letih 1980 in 1984. Na svetovnih prvenstvih v letih 1982 in 1986 se je z reprezentanco uvrstil v finale, na Evropskem prvenstvu 1980 pa je osvojil naslov evropskih prvakov. Skupno je za reprezentanco odigral 95 tekem in dosegel 45 golov.
Leta 1981 je prejel priznanje Zlata žoga za najboljšega evropskega nogometaša leta. Leta 2004 ga je Pelé izbral v 125 najboljših tedaj še živečih nogometašev. Njegov brat Michael Rummenigge je bil prav tako nogometaš.